# İpsala
Ipsala est une ville frontière entre la Turquie et la Grèce. La ville appartient à la région d'Edirne, et se situe en face de la ville grecque de Kipa. La frontière se situe sur la rivière Evros. Ipsala se trouve à 108 km d'Edirne.